# 衆議院議員ノ補欠選挙等ノ一時停止ニ関スル法律
衆議院議員ノ補闕選挙等ノ一時停止ニ関スル法律（しゅうぎいんぎいんのほけつせんきょとうのいちじていしにかんするほうりつ、昭和20年3月28日法律第31号）は、太平洋戦争末期の1945年（昭和20年）3月に、衆議院議員の補欠選挙を一時的に停止することを定めた法律。

## 概要
現任衆議院議員の在任期間中は再選挙及び補欠選挙は行わないこととし、衆議院議員の現在数が各選挙区の議員定数の合計数の3分の2未満になった時に補充選挙を行うことが内容となっている。
1945年（昭和20年）3月17日に第86回帝国議会に提出され、3月25日に帝国議会で成立し、同月28日に公布・施行された。
また、地方議会議員についても同様に補欠選挙を行わないこととし、議員定数の3分の2未満になった時に補充選挙を行う旨の「道府県会議員等ノ任期延長ニ関スル法律」（昭和18年6月22日法律第90号）改正案が成立して1945年（昭和20年）3月28日に公布・施行された。
帝国議会での趣旨説明としては「短期間に一地方といえどもこの種の選挙を行うことは、直接間接関係各方面に影響を及ぼすため、戦局危急、戦力増強、国土防衛に邁進しなければならず、非常特別の措置としてこの種の選挙を一時停止し、これに要する物心両面に係る官民の総力を上げて戦争の遂行の一途に傾倒することが適当である」とされた。なお、第21回衆議院議員総選挙（1942年（昭和17年）4月30日）の際に翼賛候補者4人が全員当選した鹿児島県第2区の選挙無効判決（鹿児島2区選挙無効事件）が1945年（昭和20年）3月1日に大審院で確定すると、3月20日（本法施行の8日前）に再選挙が行われ、当選者自体は変わらなかったが当選者たる推薦候補者が得票数を減らした一方、非推薦候補者が得票数を増やしており、戦時色が濃くなる中で、戦争を遂行する政府に対して有権者の批判的な意思が増加したと推察される現象が起こっていた。
第二次世界大戦終結後の1945年（昭和20年）12月18日に衆議院解散となり、当時の法律で規定した現任衆議院議員が存在しなくなったことでこの法律は実効性を喪失したが、「自治庁関係法令の整理に関する法律」（1954年（昭和29年）5月1日に公布され、即日施行された）により廃止されるまで、法律としては存続した。